# Pietro Martino
Pietro Martino (Modena, 4 agosto 1997) è un calciatore italiano, difensore svincolato.

## Carriera
È cresciuto nel settore giovanile del Sassuolo ed ha trascorso i primi anni di carriera in Serie D con le maglie di Legnago, ArzignanoChiampo, Virtus Castelfranco, Adriese e Union Clodiense CS.
Nel 2021 è stato acquistato dal Foggia ed il 28 agosto ha debuttato in Serie C nell'incontro pareggiato 0-0 contro il Monterosi Tuscia. Al termine della stagione è stato acquistato dal Cosenza ed il 14 agosto ha giocato il suo primo incontro di Serie B, vinto 1-0 in casa del Benevento.

## Vicende giudiziarie
Nel 2025 è stato condannato dalla giustizia sportiva a 14.750 euro di ammenda e a 20 mesi di squalifica, di cui 2 mesi commutati in € 9.000 euro di ammenda aggiuntivi, oltre a 9 mesi commutabili in prescrizioni alternative. 
Il motivo è legato alle scommesse su partite di Serie A, Champions League, Lega Pro e Mondiali.

## Statistiche

### Presenze e reti nei club
Statistiche aggiornate al 13 maggio 2025.
| Stagione                  | Squadra                   | Campionato                | Campionato | Campionato | Coppe nazionali | Coppe nazionali | Coppe nazionali | Coppe continentali | Coppe continentali | Coppe continentali | Altre coppe | Altre coppe | Altre coppe | Totale | Totale | Totale |
| Stagione                  | Squadra                   | Comp                      | Pres       | Reti       | Comp            | Pres            | Reti            | Comp               | Pres               | Reti               | Comp        | Pres        | Reti        | Pres   | Reti   |        |
| ------------------------- | ------------------------- | ------------------------- | ---------- | ---------- | --------------- | --------------- | --------------- | ------------------ | ------------------ | ------------------ | ----------- | ----------- | ----------- | ------ | ------ | ------ |
| 2015-2016                 | Legnago                   | D                         | 24         | 4          | CI-D            | 0               | 0               | -                  | -                  | -                  | -           | -           | -           | 24     | 4      |        |
| 2016-gen. 2017            | ArzignanoChiampo          | D                         | 9          | 0          | CI-D            | 0               | 0               | -                  | -                  | -                  | -           | -           | -           | 9      | 0      |        |
| gen.-giu. 2017            | Virtus Castelfranco       | D                         | 16         | 2          | CI-D            | 0               | 0               | -                  | -                  | -                  | -           | -           | -           | 16     | 2      |        |
| 2017-2018                 | Adriese                   | D                         | 33         | 5          | CI-D            | 3               | 0               | -                  | -                  | -                  | -           | -           | -           | 36     | 5      |        |
| 2018-2019                 | Union Clodiense CS        | D                         | 31         | 3          | CI-D            | 4               | 0               | -                  | -                  | -                  | -           | -           | -           | 35     | 3      |        |
| 2019-2020                 | Union Clodiense CS        | D                         | 26         | 2          | CI-D            | 1               | 0               | -                  | -                  | -                  | -           | -           | -           | 27     | 2      |        |
| 2020-2021                 | Union Clodiense CS        | D                         | 36         | 1          | -               | -               | -               | -                  | -                  | -                  | -           | -           | -           | 36     | 1      |        |
| Totale Union Clodiense CS | Totale Union Clodiense CS | Totale Union Clodiense CS | 93         | 6          |                 | 5               | 0               |                    | -                  | -                  |             | -           | -           | 98     | 6      |        |
| 2021-2022                 | Foggia                    | C                         | 30         | 1          | CI+CI-C         | 0+3             | 0               | -                  | -                  | -                  | -           | -           | -           | 33     | 1      |        |
| 2022-2023                 | Cosenza                   | B                         | 30         | 0          | CI              | 1               | 0               | -                  | -                  | -                  | -           | -           | -           | 31     | 0      |        |
| 2023-2024                 | Cosenza                   | B                         | 10         | 0          | CI              | 1               | 0               | -                  | -                  | -                  | -           | -           | -           | 11     | 0      |        |
| 2024-2025                 | Cosenza                   | B                         | 13         | 0          | CI              | 1               | 0               | -                  | -                  | -                  | -           | -           | -           | 14     | 0      |        |
| Totale Cosenza            | Totale Cosenza            | Totale Cosenza            | 53         | 0          |                 | 3               | 0               |                    | -                  | -                  |             | -           | -           | 56     | 0      |        |
| Totale carriera           | Totale carriera           | Totale carriera           | 258        | 18         |                 | 14              | 0               |                    | -                  | -                  |             | -           | -           | 272    | 18     |        |